# Croatian International 2007
Die Croatian International 2007 fanden in Zagreb vom 1. bis zum 4. März 2007 statt. Der Referee war Michael Nemec aus den Österreich. Das Preisgeld betrug 2.500 US-Dollar. Es war die 9. Austragung dieser internationalen Meisterschaften von Kroatien im Badminton.

## Austragungsort
- Dom sportova, Trg Krešimira Ćosića 11

## Sieger und Platzierte
| Disziplin    | Gold                           | Silber                            | Bronze                             |
| ------------ | ------------------------------ | --------------------------------- | ---------------------------------- |
| Herreneinzel | Carl Baxter                    | Scott Evans                       | Stenny Kusuma                      |
| Herreneinzel | Carl Baxter                    | Scott Evans                       | Magnus Sahlberg                    |
| Dameneinzel  | Guo Xin                        | Elizabeth Cann                    | Ragna Ingólfsdóttir                |
| Dameneinzel  | Guo Xin                        | Elizabeth Cann                    | Gu Juan                            |
| Herrendoppel | Wouter Claes Frédéric Mawet    | Jochen Cassel Thomas Tesche       | Brian Prevoe Leon Roy Aabenhus     |
| Herrendoppel | Wouter Claes Frédéric Mawet    | Jochen Cassel Thomas Tesche       | Adam Cwalina Wojciech Szkudlarczyk |
| Damendoppel  | Cai Jiani Guo Xin              | Gu Juan Zhang Beiwen              | Fiona McKee Charmaine Reid         |
| Damendoppel  | Cai Jiani Guo Xin              | Gu Juan Zhang Beiwen              | Elina Väisänen Maria Väisänen      |
| Mixed        | Wouter Claes Nathalie Descamps | Adam Cwalina Małgorzata Kurdelska | Michael Lahnsteiner Tina Riedl     |
| Mixed        | Wouter Claes Nathalie Descamps | Adam Cwalina Małgorzata Kurdelska | Peter Mørk Mia Nielsen             |

## Finalergebnisse
| Disziplin    | Sieger                         | Finalist                          | Ergebnis          |
| ------------ | ------------------------------ | --------------------------------- | ----------------- |
| Herreneinzel | Carl Baxter                    | Scott Evans                       | 21:13 21:14       |
| Dameneinzel  | Guo Xin                        | Elizabeth Cann                    | 21:11 21:7        |
| Herrendoppel | Wouter Claes Frédéric Mawet    | Jochen Cassel Thomas Tesche       | 11:21 22:20 21:19 |
| Damendoppel  | Cai Jiani Guo Xin              | Gu Juan Zhang Beiwen              | 15:21 21:6 21:10  |
| Mixed        | Wouter Claes Nathalie Descamps | Adam Cwalina Małgorzata Kurdelska | 21:13 16:21 21:13 |